# Юрій Баланда
Хорхе Баланда (ісп. Jorge Balanda; нар. 10 жовтня 1959, Посадас, Місьйонес, Аргентина), також відомий в Україні як Юрій Баланда — аргентинський журналіст та громадський діяч українського походження, президент делегації провінції Місьйонес і віце-президент Української центральної репрезентації в Аргентині.

## Життєпис
Юрій Баланда народився у місті Посадас (провінція Місьйонес) 10 жовтня 1959 року. Вивчав соціальну комунікацію в Національному університеті Місьйонес. Працює диктором, журналістом і ведучим радіо- та телевізійних програм. Зокрема він працював диктором та редактором радіостанції Місьйонес — ЛТ-4 з 1979 до 1983 р. та з 1987 до 1995 р.,керівником служби новин на телеканалі 12 в Посадас з 1985 по 1987 р, з 1991 до 1994 р., з 1995 до 1997 р., а також з 1999 по 2007 рр.; директором та співвласником радіостанції «El Aire de integración / Атмосфера інтеграції», Обера, Місьйонес з 1997 по 2007 р. На 2019 р. є ведучим спортивної телепрограми «З Трибуни» (ісп. De la Tribuna) з 1982 р., продюсером програми «Más producción / Більше виробництва», програми про сільськогосподарське виробництво, яка виходить на каналі 12 в Посадас, директором, співвласником інтернет-видання про новини сільського господарства www.masproduccion.com, оглядачем з питань сільського господарства та політики на Радіо Республіка, Посадас, постійним позаштатним кореспондентом каналу «Todo Noticias/Усі новини» і 13 каналу Буенос-Айреса. Також співпрацює з радіо- та телевізійними і друкованими засобами масової інформації Буенос-Айреса та інших провінцій Аргентини: є радником з питань висвітлення в пресі сільськогосподарських підприємств центральної частини провінції Місьйонес.

## Діяльність в українській громаді
Хорхе Баланда змалку був пов'язаний з громадою нащадків українців провінції Місьйонес. Зокрема входив до складу різних фольклорних колективів, а потім сам очолював фольклорні колективи «Барвінок» та «Коломия». Крім того, Баланда був засновником та декілька разів очолював Українське культурне товариство «27-го серпня» у м. Посадас, а також був обраний головою делегації Місьйонес Української центральної репрезентації в Аргентині і певний час очолював Українську центральну репрезентацію. На сьогоднішній день Хорхе Баланда є президентом делегації Місьйонес і віце-президентом Української центральної репрезентації в Аргентині.
Варто зазначити, що Хорхе Баланда кілька разів відвідував Україну. В одну з перших своїх поїздок у 1993 році з командою журналістів він приїхав до України, щоб показати образи та свідчення «нової України», які згодом транслювались на телебаченні у Місьйонес. Під час останньої поїздки у 2015 році Баланда очолював делегацію юнаків фольклорного колективу «Коломия», які виступали в декількох українських містах. Він є автором численних журналістських робіт на радіо, телебаченні та в газетах з питань Голодомору, незалежності України, Чорнобиля, міграційних процесів, тощо.

## Нагороди та спеціальні відзнаки
- Нагорода за мир та проти насилля (2000);
- Особистий лист президента Л. Кучми за роботу по розповсюдженню інформації про Україну в Аргентині (1997 р.);
- Відгук Міністерства закордонних справ України про його роботу в українській громаді провінції Місьйонес (1997 р.);
- Нагороди спортивних організацій за сприяння спорту в провінції Місьйонес (1983—2007 рр.);
- Нагороди від об'єднання спортивних журналістів за відданість в розповсюдженні інформації про спортивні заходи на телебаченні (2000/2015);
- Нагорода Андреаса Гуакурарі кращому журналісту на телебаченні Місьйонес (2006 р.)[4].
- Орден Ярослав Мудрого V ступеня за вагомий особистий внесок у розвиток міждержавного співробітництва, зміцнення міжнародного авторитету України, популяризацію її історико-культурної спадщини[5].

## Книга спогадів
Є автором книги спогадів про нащадків українських емігрантів в провінції Місьйонес «Наші люди». Книга «Наші люди» вперше була презентована Баландою два роки тому на Міжнародному книжковому ярмарку в Буенос-Айресі. У своїй роботі він написав про видатних людей з українських громад провінції Місьйонес. Вони є дітьми українських іммігрантів, що відзначилися в різних галузях. Книга була видана Національним університетом Місьйонес і є частиною циклу спогадів. Це короткі історії, що демонструють значну працю дітей скромних українських іммігрантів, які сприяли розвитку їх улюбленої провінції Місьйонес.
|  | Я хочу зазначити одне і найголовніше — в моїх венах тече українська кров. І я завдячую цим всім моїм дідуся і бабусям. Я не письменник, я журналіст, якому одного разу прийшла в голову ідея почати писати. І як журналісту, і як одному з очільників українців у Місьйонесі, я бачив багато речей, які заслуговували на увагу |

.

## Статті
- Баланда Юрій Місьйонес: діаспора, якій понад сто років. Голос України. 2020 р.
- Баланда Юрій "Наші люди" (укр. 2021 р.)